# Молчанова Катерина Іванівна
Катерина Іванівна Молчанова (в шлюбі Олсуф'єва; 9 листопада 1758 — 3 вересня 1809) — фрейліна Катерини II, одна з п'яти кращих випускниць Смольного інституту, удостоєних Золотої медалі першої величини.

## Життєпис
Катерина Молчанова походила зі старовинної московської родини. Її батько — простий колезький радник Іван Якович Молчанов, сім'я якого перебувала в тяжкому становищі — у нього було всього 30 душ кріпаків, до того ж закладених. Дівчина була взята на виховання впливовою жінкою — Марією Наришкіною, дружиною обер-егермейстра Семена Наришкіна. У 1764 році вона сприяла зарахуванню Катерини до Смольного інституту шляхетних дівчат. Також Наришкіна поклала на ім'я дівчини дві тисячі рублів, які були видані дівчині після закінчення навчання. Наришкіна призначила Катерині щорічну виплату двохсот рублів, а також обіцяла (у заповіті) нагородити чималим посагом, дивлячись притому і на якість її обранця.

### У Смольному
Під час навчання у Смольному Катерина відрізнялася серйозністю та зосередженістю. Вона любила більше читати, ніж брати участь у розвагах та іграх. Хоча вона не раз виступала на сцені інститутського театру. Так у постановці трагедії Сумарокова «Семіра», вона грала роль брата головної героїні. Вона гарно малювала та вишивала. Про це згадувала Катерина II у своєму листі іншій смолянці Олександрі Левшиній:
|  | …Бецкой поставил софу в турецком стиле в мою комнату Зимнего дворца. Сама я поместила там лишь ваше изображение, сделанное девицей Молчановой; это моя любимая вещь, которая не покидает своего места, которое я ей отвела. |

### Шлюб

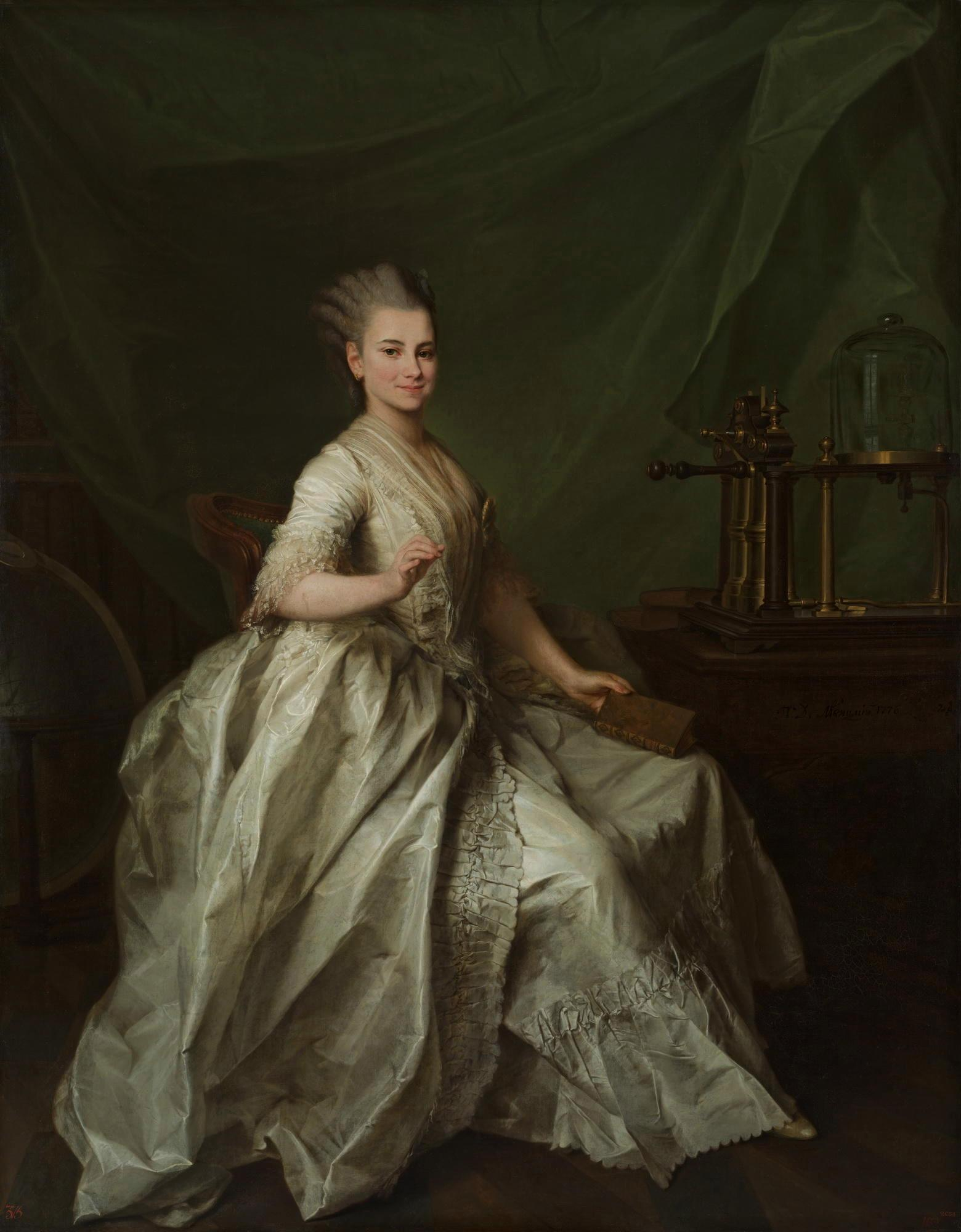
Портрет з циклу «Смолянок» Левицького

19 червня 1776 року Катерина Молчанова потрапила до двору як фрейліна. Разом зі своєю подругою по інституту Глафірою Алимовою вона була відправлена назустріч прибуваючої до Росії нареченої великого князя Павла Петровича, принцеси Софії-Доротеї Вюртемберзької. Пізніше Катерина була призначена до неї в свиту. Наприкінці 1770-х років Молчанова стала фрейліною Катерини II.
27 січня 1780 року стала дружиною Сергія Адамовича Олсуф'єва (1755—1818), другого сина статс-секретаря Катерини II Адама Олсуф'ва і Марії Василівни Салтикової, сестри Сергія Салтикова, коханця Катерини II. Свекор Молчанової був впливовою людиною. Його сина Сергія у 1769 році направили за наказом імператриці, разом з іншими молодими дворянами, до Лейпцизького університету, згодом він дослужився до чину генерал-майора.
Катерина Молчанова-Олсуф'єва померла 3 вересня 1809 року в Санкт-Петербурзі і похована у Олександро-Невській лаврі на Лазаревському кладовищі, чоловік пережив її на дев'ять років і похований там же.

## Діти
У шлюбі народила дві дочки й три сини, двоє з яких померли зовсім маленькими.
- Марія Сергіївна (1780—1805), фрейліна великої княгині Анни Федорівни, була одружена з таємним радником Д. С. Жеребцовим.
- Дмитро Сергійович (бл. 1780—1858), учасник війни 1812 року і закордонних походів (Лейб-гвардії капітан), член масонської ложі «Російського Орла», був в Пензі губернським очільником дворянства.
- Єлизавета Сергіївна (1782—1799), фрейліна великої княгині Анни Федорівни.

## Примітка
1. ↑   Данилова А. Благородные девицы. Воспитанницы Смольного института. Биографические хроники.- М.: Эксмо, 2008.-464с.
2. ↑  Андреев, Юрий Андреевич; Путилова, Евгения Оскаровна (1989). Русская поэзия детям (рос.). Советский писатель. с. 678. ISBN 9785265010704.
3. ↑  Знаменитые россияне 18-19 веков. Биография и портреты. — С.-Петербург.: Лениздат, 1996. — с. 249.
4. ↑  Сергій Васильович Салтиков був одружений з Матроною Павлівною Бланк-Польовою (1723—1813), сестрою Марії Павлівни Наришкіної (1728—1793), покровительки Катерини Молчанової.
5. ↑  Надгробие Екатерины Олсуфьевой (Молчановой). Архів оригіналу за 29 жовтня 2019. Процитовано 29 жовтня 2019.
6. ↑  Надгробие С. А. Олсуфьева. Архів оригіналу за 29 жовтня 2019. Процитовано 29 жовтня 2019.